# Chirembia xanthocera
Chirembia xanthocera är en insektsart som först beskrevs av Navás 1930.  Chirembia xanthocera ingår i släktet Chirembia och familjen Embiidae. Inga underarter finns listade i Catalogue of Life.